# تشاد هوغو
تشاد هوغو (بالإنجليزية: Chad Hugo)‏ هو منتج أسطوانات وكاتب أغاني وموسيقي وعازف بيانو أمريكي، ولد في 24 فبراير 1974 في بورتسموث في الولايات المتحدة.

## وصلات خارجية
- تشاد هوغو على موقع IMDb (الإنجليزية)
- تشاد هوغو على موقع ميوزك برينز (الإنجليزية)
- تشاد هوغو على موقع إن إن دي بي (الإنجليزية)
- تشاد هوغو على موقع أول ميوزيك (الإنجليزية)
- تشاد هوغو على موقع ديسكوغز (الإنجليزية)